# Reseda telephiifolia
Reseda telephiifolia är en resedaväxtart som först beskrevs av Chiovenda, och fick sitt nu gällande namn av M.S. Abdallah och H.C.D.de Wit. Reseda telephiifolia ingår i släktet resedor, och familjen resedaväxter. Inga underarter finns listade i Catalogue of Life.